# Michel Breithoff
Michel Breithoff (Bereldange, 28 april 1923 – Luxemburg-Stad, 12 oktober 1996) was een Luxemburgs kunstschilder, tekenaar en restaurator.

## Leven en werk
Michel Breithoff werd tijdens de Tweede Wereldoorlog gedwongen ingelijfd bij de Wehrmacht en verloor in die jaren zijn rechterhand. Na de oorlog studeerde hij aan de Koninklijke Academie voor Schone Kunsten  in Brussel en de École nationale supérieure des beaux-arts in Parijs. Hij werkte als restaurator voor het Nationaal Museum in Luxemburg-Stad.
Breithoff tekende onder meer karikaturen en affiches en maakte dorps- en stadsgezichten, naakten en portretten in aquarel, olieverf en inkt. Hij sloot zich aan bij de Cercle Artistique de Luxembourg (CAL) en nam vanaf 1950 deel aan de jaarlijkse salons. Hij exposeerde daarnaast onder meer met Edmond Goergen, Michel Heintz en Alphonse Nies in Club des Jeunes in Walferdange (1972) en met Joseph Grosbusch en Michel Heintz en Roger Roemer in de Oranjerie (1974) in Mondorf-les-Bains. In mei 1971 ontvingen Breithoff en Gust Graas de Prix Grand-Duc Adolphe 1970 uit handen van prinses Marie Astrid van Luxemburg.
Michel Breithoff overleed op 73-jarige leeftijd.
- Musée national d'archéologie, d'histoire et d'art: lkl004127